# Fjärdedomare

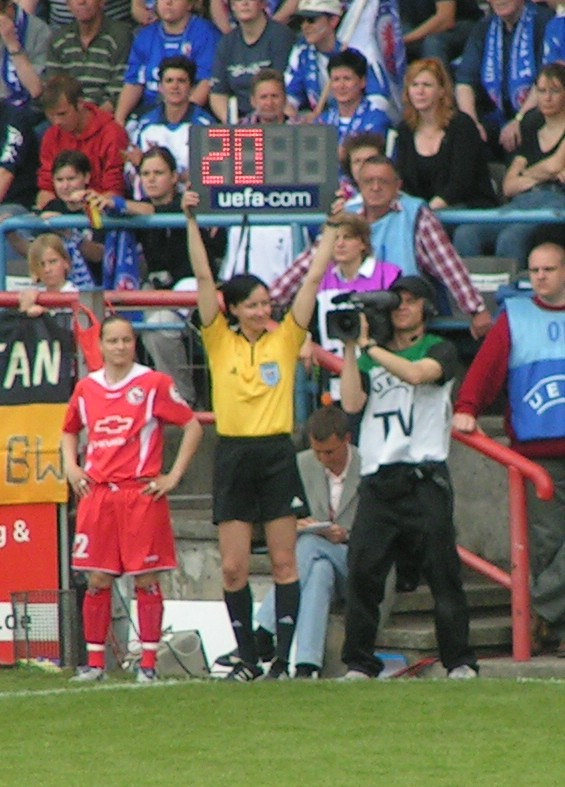
En fjärdedomare signalerar ett byte

Fjärdedomaren i fotboll kan utses enligt tävlingsbestämmelserna och ska tjänstgöra om någon av de tre matchfunktionärerna inte kan fullfölja matchen. Fjärdedomaren har även till uppgift att assistera domaren under matcherna.
Fjärdedomaren signalerar även vem som skall ersätta och vem som skall ersättas vid ett byte samt vidarebefordrar, med hjälp av sin ljusskylt till publiken, hur många stopptidsminuter domaren lagt till.